# Mariano Gamir Ulibarri
Mariano Gamir Ulibarri (Madrid, 1877 - Valparaíso de Abajo, ara Campos del Paraíso, província de Conca, 1962) fou un militar espanyol que lluità en la guerra civil espanyola al bàndol republicà.

## Biografia
Format a l'Escola Militar de Toledo, de la qual després va ser director, era general al temps de la revolta militar que el 17 de juliol de 1936 va donar origen a la Guerra Civil espanyola, participant com a cap de la 5a Brigada d'Infanteria de la 3a Divisió orgànica en la detenció i aixafament de la revolta en València on estava destinat.
Destinat al front del nord, va presidir la Junta Delegada del Govern al Nord constituïda el 6 d'agost de 1937, integrada pels governs d'Euskadi, Astúries i Cantàbria i encarregada de coordinar la defensa enfront de l'ofensiva franquista, després de la retirada republicana de Biscaia. Així, va estar al comandament de l'Exèrcit del Nord en la batalla de Santander del 14 d'agost a l'1 de setembre de 1937.
Cessat 'de facto' per dirigir noves operacions militars, se li va enviar a la inspecció d'Ensenyament Militar i a Catalunya com a part del grup de militars espanyols que va organitzar la sortida de les Brigades Internacionals el 1938. En el final de la guerra va fugir a França on va residir fins a 1955, any en què va tornar a Espanya per no tenir ja condemnes pendents.
Mariano Gamir Ulibarri va morir en 1962 a Valparaíso de Abajo (província de Conca).